# Hala Sultan Tekke
Hala Sultan Tekke (řecky Τεκές Χαλά Σουλτάνας, Tekés Chalá Soultánas, turecky Hala Sultan Tekkesi, arabsky مسجد لارنكا الكبير‎) je mešita na západním břehu Larnackého slaného jezera na Kypru. Mešita je pojmenováno po Umm Haram, matce Mohamedova společníka jménem Ubadah ibn al-Samit. Komplex se skládá z mešity, minaretu, hřbitova, mauzolea a instituce jménem zawiya (instituce súfistického bratrstva).

## Oblast mešity ve starověku

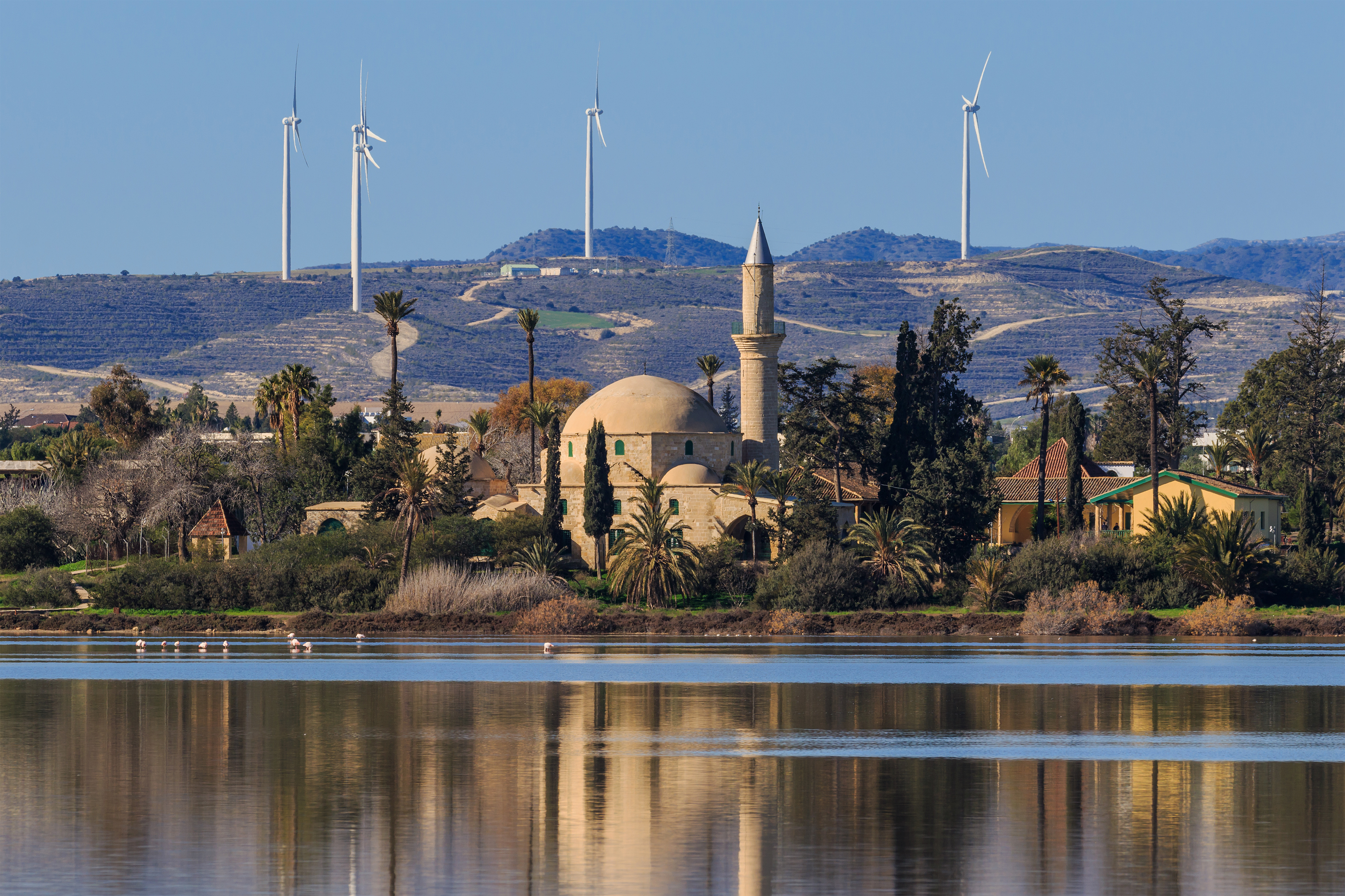
Pohled na mešitu přes Larnacké slané jezero v lednu 2017.

Během druhé poloviny 2. tisíciletí př. n. l. se na místě dnešní mešity nacházelo pohřebiště. Lidé, kteří zde pohřbívali, žili několik stovek metrů západně od dnešní mešity v dnešní obci Dromolaxia. Jedná se o sídliště s mladší doby bronzové. Některé archeologické nálezy dokládají též dálkový obchod. V omezené míře zde žili lidé i v klasické a helénistické éře starověkého Řecka. Výzkumy této lokalita vedly švédské expedice.

## Umm Haram
Umm Haram byla matka Mohamedova společníka jménem Ubadah ibn al-Samit. V letech 647 až 649 Arabové dobyli Kypr. Podle sunnitské tradice zemřela Umm Haram během obléhání Larnaky, když spadl z mezka. Následně zde byla pohřbena. Ovšem podle ší'itské tradice byla pohřbena v Medíně na hřbitově Al-Baqi. 

## Historie a popis mešity

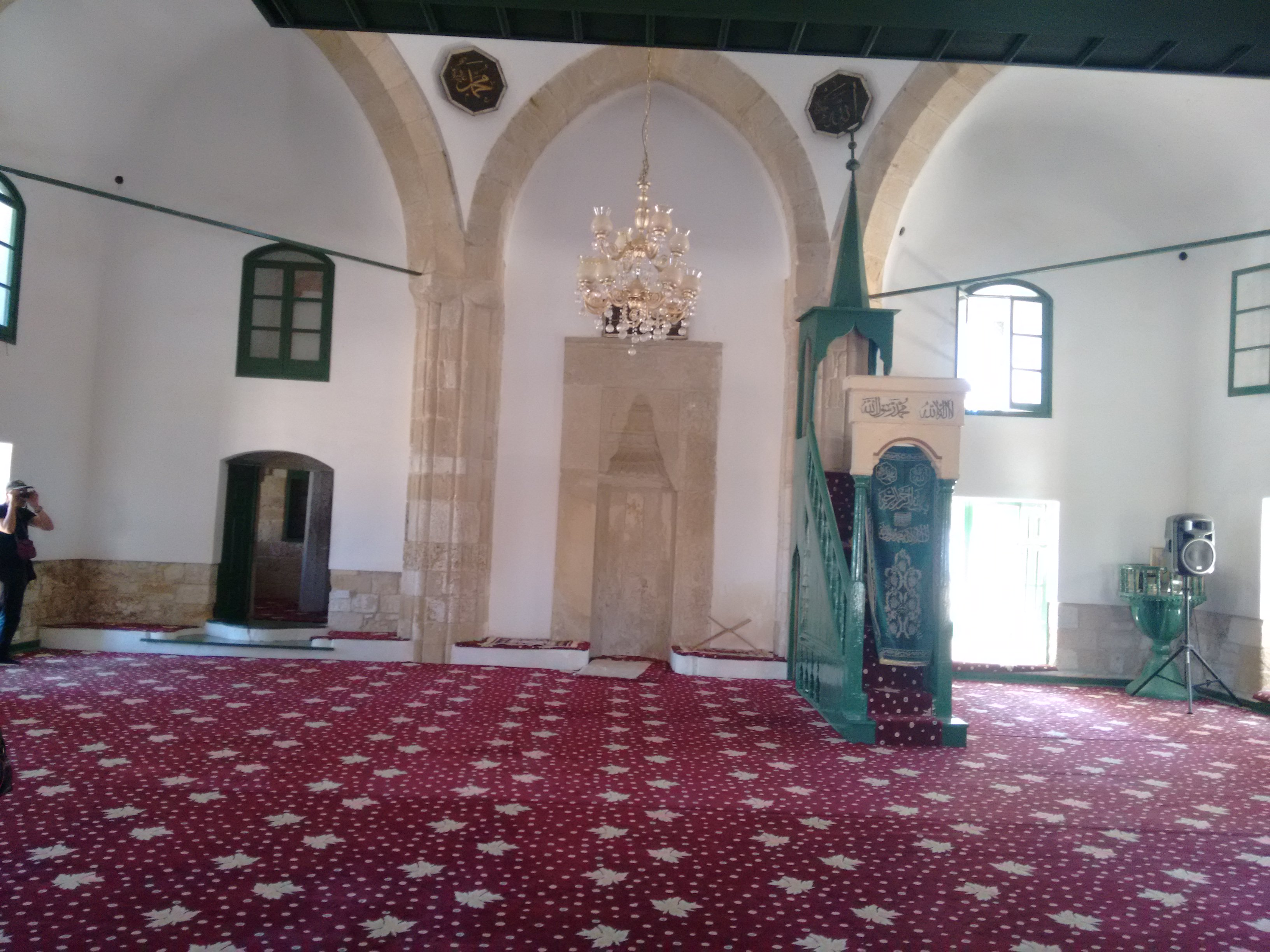
Mešita uvnitř.

Roku 1760 našel na místě dnešní mešity hrobku Umm Haram šejk Hasan. Následně zde byla mešita postavena. 
Kupolová mešita má čtvercový tvar s balkonem a byla vystavěna ze žlutých kamenných bloků. Minaret byl opraven v roce 1959. 
Vedle mešity se nachází zahrada. Nad vstupní branou do zahrady se nachází nápis z 4. března 1813 s monogramem sultána Mahmuta II. Vlevo od vchodu býval hostinec pro muže. Na východním rohu mešity se nachází hřbitov, kde se však již od roku 1899 nepohřbívá. Naproti mešitě se nachází osmiboká fontána, kterou nechal v letech 1796 až 1797 postavit turecký správce Kypru Silahtar Kaptanbaşı Mustafa Agha. 

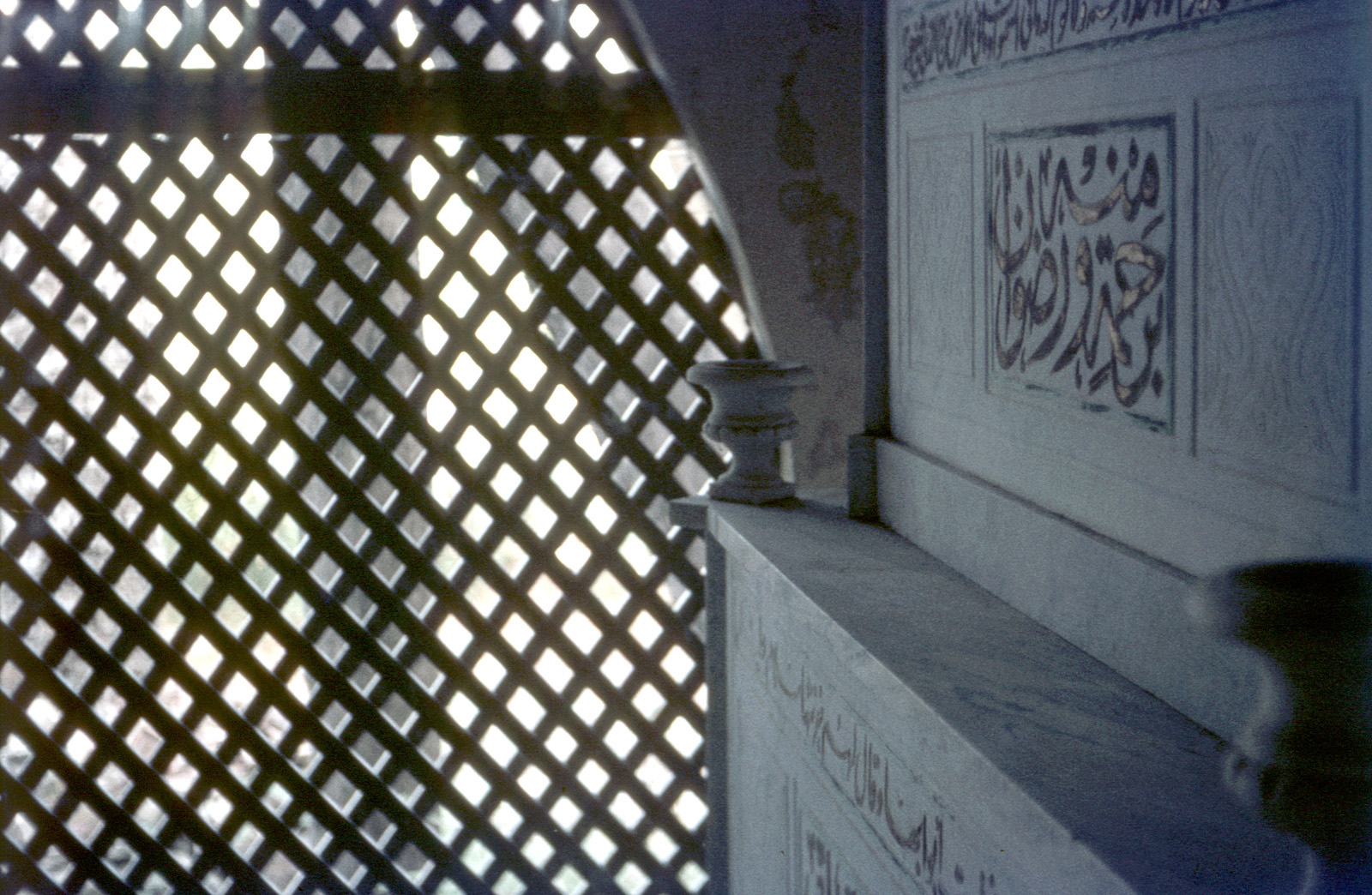
Hrobka Umm Haram.

Hrobka Umm Haram se nachází za zdí mešity ve směru k Mekce, na níž se nachází nápis z roku 1760. Také se zde nachází hrobka manželky Husajna ibn Alího al-Hášimího, posledního krále Hidžázu. 